# 中央指揮所

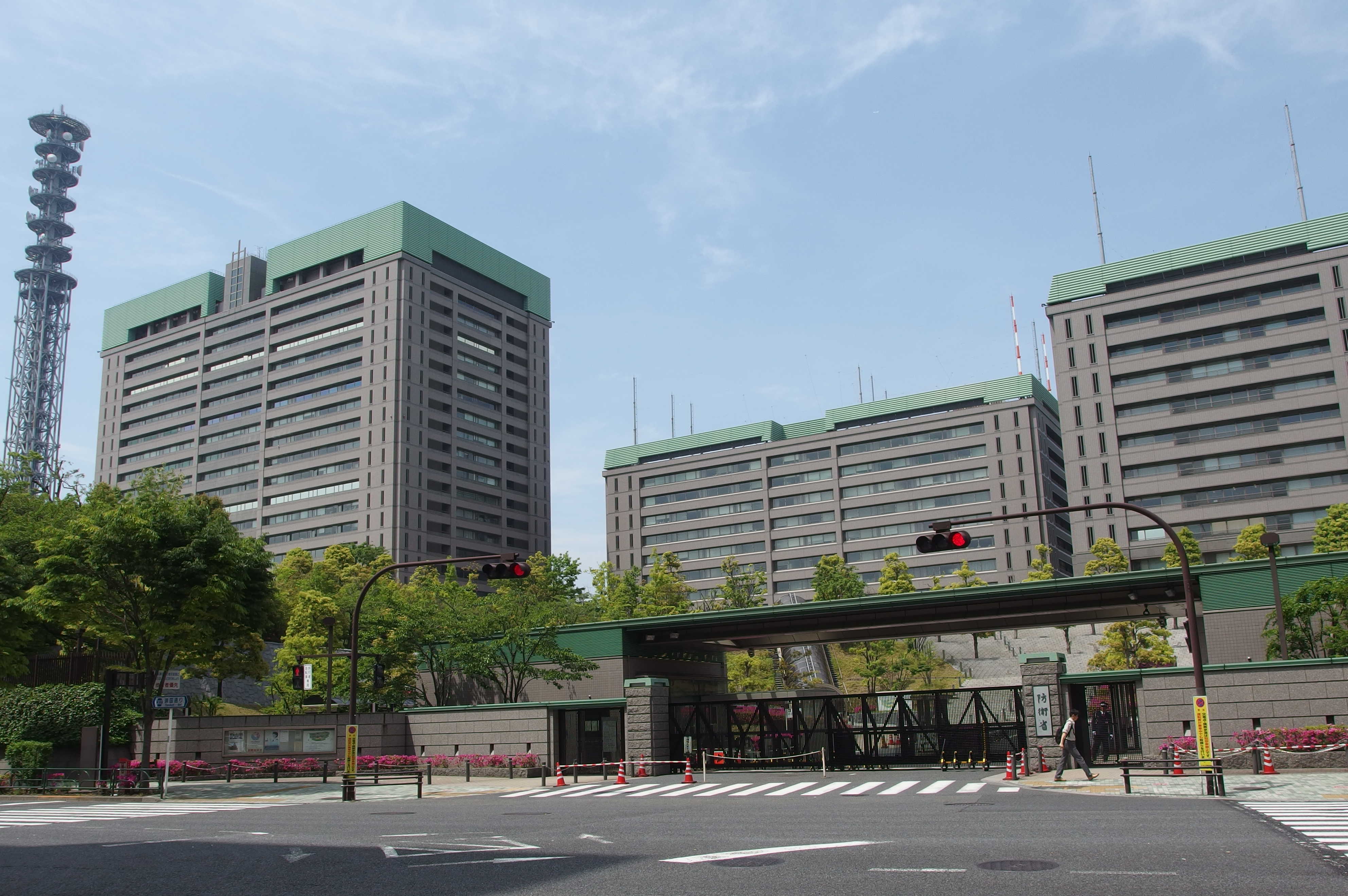
中央指揮所がある防衛省市ヶ谷庁舎A棟（一番左）

中央指揮所（ちゅうおうしきしょ、Central Command Post : CCP）は、防衛省市ヶ谷庁舎A棟の地下1階から地下4階に設置されている、自衛隊の最高指揮を執る施設。自衛隊の事実上の最高司令部である。

## 概要
日本有事の際には、中央指揮所に設置された陸海空3自衛隊の各戦略単位のC4Iシステムと連接した中央指揮システムを通じて防衛大臣が戦況の全般を掌握する。また在日米軍とのホットラインも設置されている。自衛隊サイバー防衛隊中央指揮所運営隊が管理を担当している。警備は中央警務隊に所属する自衛官で行われている。
首都直下地震など大規模災害発生時、首相官邸と中央合同庁舎第8号館が被災により使用不能な場合は、内閣総理大臣を本部長とする国の緊急災害対策本部及び事務局は防衛省（中央指揮所）内に設置され関係各所への指揮に使用される。
過去には旧防衛庁檜町地区の敷地西側に建設された中央指揮所庁舎（地上2階、地下3階）内に旧中央指揮所が設置されていた。冷戦期の1976年（昭和51年）9月6日に発生したミグ25事件を契機に、旧防衛庁では1981年（昭和56年）度から中央指揮システムの整備を進め、1983年（昭和58年）度末に中央指揮所庁舎が完成、1984年（昭和59年）度末に中央指揮システムの整備を完了した。2000年に旧防衛庁本庁が檜町地区から市ヶ谷地区に移転後、檜町地区跡地は東京ミッドタウンとして再開発され、旧中央指揮所跡の地下部分は東京ミッドタウンの災害用水槽として再利用された。